# Međimurjes län

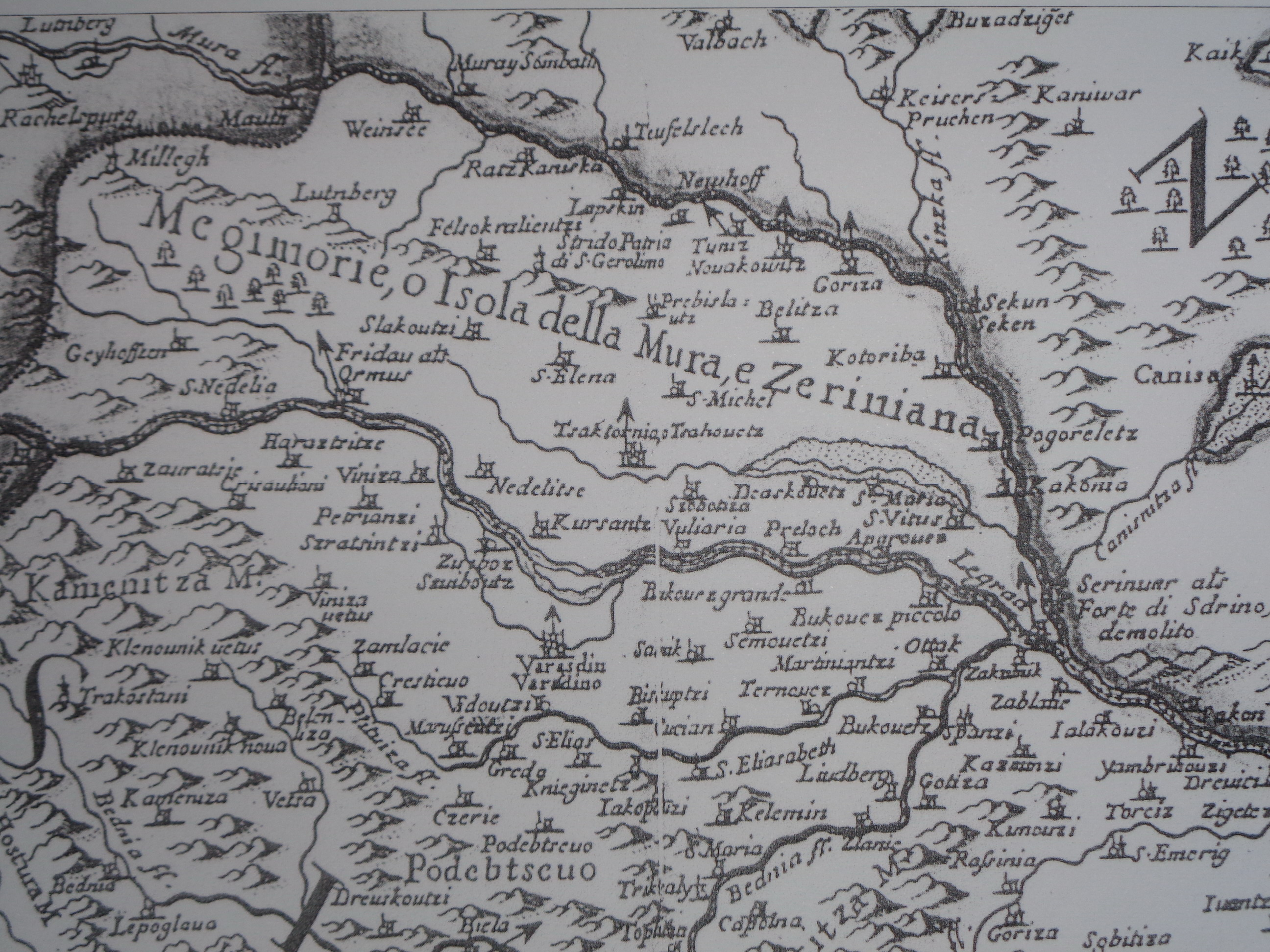
Međimurje (här på en gammal karta från 1690, med floden Mura, som utgör gräns mot Ungern) i den nordligaste delen av Kroatien

Međimurjes län (kroatiska: Međimurska županija) är ett av Kroatiens 21 län. Dess huvudort är Čakovec. Länet har 109 130 invånare (år 2019) och en yta på 730 km² Länet räknas till centrala Kroatien och upptar samma yta som den historiska regionen Međimurje.

## Namnet
Den kajkaviska toponymen Medžimorje tros ha varit områdets ursprungliga namn. Den härstammar från 600- eller 700-talet, vilket gör den äldre än de latinska toponymerna som först nämndes under feodalismen. Namnet Medžimorje härstammar från den proto-slaviska prepositionen medji och substantivet morje. Det betyder bokstavligen "land omgivet av vatten", dvs. "ö". Međimorje är också ett arkaiskt substantiv som användes på kajkavisk kroatiska, vilket också betyder "ö". Namnen Međimurje (stokavisk kroatiska), Muraköz (ungerska) och Murinsel (tyska) innehåller emellertid flodnamnet Mura (eller Mur). Det tyska namnet Murinsel betyder "ö i Mura". Detta ledde till vissa dilemman i användningen av de kroatiska namnen Međimorje och Međimurje. På kajkavisk kroatiska heter området Medžimurje, eller Medžimorje, och i Prekmurjedialekten är det Medmürje eller Nedžimurje.

## Administrativ indelning
Länet är indelat i 3 städer och 22 kommuner.
- Städer:
  - Čakovec (huvudort)
  - Mursko Središće
  - Prelog

- Kommuner:
  - Belica
  - Dekanovec
  - Domašinec
  - Donja Dubrava
  - Donji Kraljevec
  - Donji Vidovec
  - Goričan
  - Gornji Mihaljevec
  - Kotoriba
  - Mala Subotica
  - Nedelišće
  - Orehovica
  - Podturen
  - Pribislavec
  - Selnica
  - Strahoninec
  - Sveta Marija
  - Sveti Juraj na Bregu
  - Sveti Martin na Muri
  - Šenkovec
  - Štrigova
  - Vratišinec